# Desmacidon dianae
Desmacidon dianae är en svampdjursart som beskrevs av Schmidt 1870. Desmacidon dianae ingår i släktet Desmacidon och familjen Desmacididae. Inga underarter finns listade i Catalogue of Life.